# María Elena Walsh

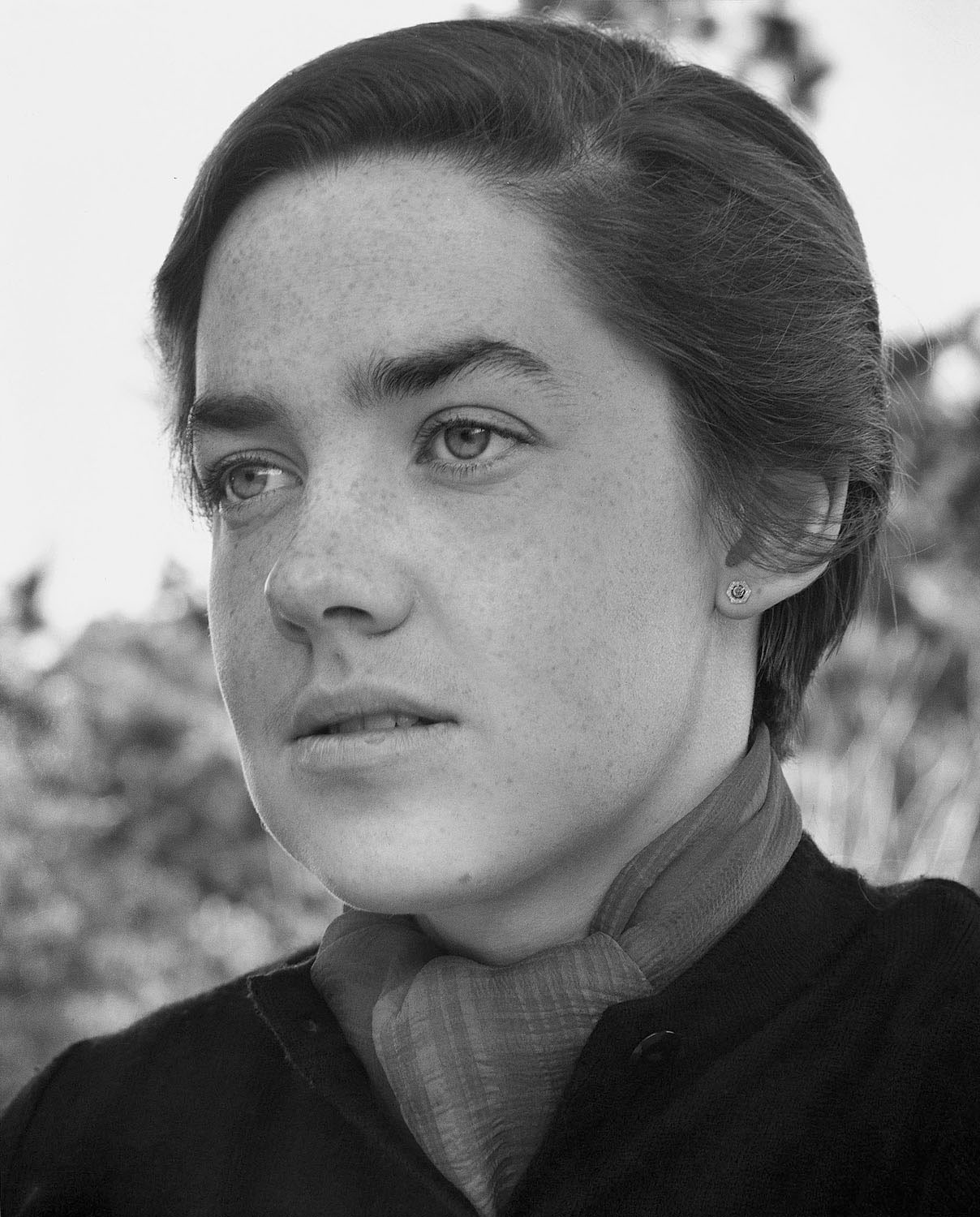
María Elena Walsh im Jahr 1952, Foto von Grete Stern, Museo Nacional de Bellas Artes.

María Elena Walsh (* 1. Februar 1930 in Ramos Mejía, Buenos Aires; † 10. Januar 2011 in Buenos Aires) war eine argentinische Poetin, Schriftstellerin, Sängerin, Komponistin, Dramatikerin und Journalistin.
Die Tochter eines Engländers und einer Argentinierin schrieb mit 17 Jahren ihr erstes Buch, als sie an der Escuela Nacional de Bellas Artes studierte. Zuvor hatte sie als Fünfzehnjährige in zwei Zeitschriften ihre ersten Verse veröffentlicht. 1948 reiste sie auf Einladung von Juan Ramón Jiménez in die USA.
Von 1952 bis 1956 lebte die freisinnige Schriftstellerin im Pariser Exil, da ihr unter der autoritären Regierung Peróns Repressionen drohten. In Paris trat sie u. a. zusammen mit Leda Valladares († 2012) als Duo auf und sang argentinische Folklore. Nach ihrer Rückkehr hatte sie während der argentinischen Militärdiktatur (1976–1983) ständige Konflikte mit der Zensurbehörde; gleichwohl bot ihr ihre Popularität einen gewissen Schutz. In der Presse prangerte sie Zensur, Vorurteile, autoritäre Strukturen, die Todesstrafe sowie die Benachteiligung der Frau an. Auch wenn ihre Themen konkret waren, behandelte sie den Stoff doch oft so generalisierend und kunstvoll, dass Texte von zeitloser Gültigkeit entstanden.
Seit 1959 schrieb sie neben Lyrik auch Drehbücher, Theaterstücke, Lieder, vor allem Kinderlieder, die in Argentinien weite Verbreitung fanden. In ihren Liedern für Erwachsene vermischen sich ihre lyrischen Volks- und Kunstlieder. So führt sie die Lyrik wieder zurück in eine längst vergangene Zeit, in der Lyrik nicht vorgelesen, sondern gesungen wurde.
1985 wurde Walsh als Ciudadano ilustre von Buenos Aires ausgezeichnet, im Jahr 2000 mit dem Großen Ehrenpreis der argentinischen Schriftstellervereinigung. Sie verstarb am 10. Januar 2011 im Sanatorio de la Trinidad in Buenos Aires.

## Diskografie (Auswahl)
- 1976: Los Más Grandes Exitos De María Elena Walsh (AR: Platin)[3]
- 1987: 14 Éxitos (AR: Gold)
- 1990: 20 Grandes Éxitos (AR: ×3Dreifachplatin )
- 2000: Los Más Grandes Éxitos Para Niños vol. 1 (AR: Gold)
- 2003: Canciones Para Chicos (AR: ×2Doppelplatin )